# Стрелиште у Пекингу
39° 56′ 38″ N 116° 12′ 6″ E / 39.94389° С; 116.20167° И
Стрелиште у Пекингу, познат и као The Beijing Shooting Range Hall (поједностављен кинески језик: 北京射击馆; традиционални кинески језик: 北京射擊館; пињин: Běijīng Shèjīguǎn) је стрељана која се налази у округу Шиџингшан у Пекингу. Био је домаћин квалификационих рунди и финала десет стрељачких спортских дисциплина на Олимпијади 2008. године, које су се састојале од свих дисциплина на 10, 25 и 50 метара. То је било мјесто прве златне медаље додељене на Олимпијским играма у Пекингу 2008. године. На овом мјесту одржани су и комплетни стрељачки спортски догађаји за Параолимпијске игре 2008. године.

## Историјат
Године 1955. изграђена је стрељана у Пекингу. У то време, због лоших услова, спортисти су могли да се такмиче и тренирају само у шупама. Године 1987. стрељана у Пекингу је обновљена и њени услови су знатно побољшани.
Стрељачка галерија у Пекингу се налази на јужној страни бившег центра за управљање спортом за стрељаштво Државне управе за спорт. Граничи се са Јужним путем Ксиангшан на југу, Западним петим прстенастим путем на истоку и азијском телевизијском продукцијом. Центар на западу је подупрт планинама Цуивеј и Ксисхан у Пекингу, са укупном површином од око 6,45 хектара, од чега укупном грађевинском површином од 47.626 квадратних метара (од тога је 45.372 квадратна метра надземно и 2.254 квадратна метра подземно), једно је од главних места одржавања Олимпијских игара у Пекингу 2008. Удаљено је 16 киломентара од Олимпијског села. Главна стрељана пекиншке стрељане има грађевинску површину од 3187 квадратних метара и подељена је на два спрата. Доњи ниво је такмичарска сала, са 96 стрељачких места, на горњем нивоу је трибина за 800 људи, као и собе за одмор за тренере и спортисте. Гледалиште за финале може да прими 2.500 фиксних мјеста, квалификационо мјесто може да прими 6.500 људи, а стрелиште на отвореном може да прими 5.000 људи са привременим сједиштима.
Дана 20. марта 2003. године, почело је такмичење у архитектонском дизајну дворане Олимпијских игара у Пекингу и Лаошан Велодрома. Победа Института за дизајн. Пројекат изградње стрељачке дворане у Пекингу укључује квалификациону дворану, дворану за финале, стални магацин муниције и пратеће објекте на отвореном. Постоји ваздушни коридор који повезује дворану за квалификације и дворану за финале. Архитектонски концепт је "лов у шуми", а природни елементи као што су сунчева свјетлост, вјетар и зелено дрвеће су уведени у зграду.
Дана 28. децембра 2003. одржана је церемонија полагања темеља за Велодром Лаошан и стрељачку дворану у Пекингу на Олимпијским играма у Пекингу. Пекиншка стрељачка галерија је 16. јула 2007. годинепочела да прихвата узванице, чиме је постала прва од свих нових олимпијских локација у Пекингу која је почела да ради. Дана 28. јула 2007. године, Пекиншка стрељачка галерија је званично прихваћена и испоручена, чиме је постала прва олимпијска такмичарска локација у Пекингу која је прихваћена као такмичарска локација и која је започела да ради везано за Олимпијаду.
Изградња новог терена почела је 13. јула 2004. године и завршена је 28. јула 2007. године. Коришћена је за предолимпијски тест у априлу 2008. године као диоISSF Светског купа 2008. године. Простор, укупне површине 45.645 квадратних метара, садржи квалификационе сале, салу за финално такмичење, магацин, просторију за употребу наоружане полиције, просторију са опремом за гријање и вентилацију и просторију за електро-трансформаторе.
Током изградње стрељачке хале у Пекингу, након што су срушена стара пословна зграда и зграда дома за спортисте на сјеверној страни квалификационе и финалне сале, на првобитној локацији изграђена је свеобухватна сала за тренинг и зграда за научно истраживање.
Квалификациона сала за такмичење садржи мете на 10, 25 и 50 м. Финална сала за такмичење садржи запечаћене мете од 10м, 25м и 50м.
Дворана има укупан капацитет за 8.600 гледалаца, са 2.170 сталних сједишта и 6.430 сједишта која се могу уклонити. Дворане за квалификационе такмичевине могу да приме 6.100 мјеста, а финална сала за 2.500 мјеста.
Стрелиште у Пекингу је дизајнирано да одражава облик ловачког лука. Овај дизајн узима у обзир поријекло спорта стрељаштва — лова у шуми. Квалификациона сала Стрељане и финална такмичарска сала повезане су главним улазом у салу, што доприноси облику "лука" места.
Стрељачка дворана у Пекингу организовала је гађање у затвореном простору на Олимпијским играма у Пекингу 2008, укључујући 11 дисциплина укључујући 10 метара, 25 метара, 50 метара пушку и пиштољ. Након тога, преузео је специјалну стрељачку дисциплину на Параолимпијским играма.
Послије Олимпијских игара, ова дворана је домаћин важних међународних и кинеских стрељачких такмичења и служиће као база за обуку кинеске репрезентације у стрељаштву и полигона за младе. Диjелови мјеста би се могли користити као наставни објекат националне одбране. Поред тога, мјесто се може користити за промовисање стрељаштва као спорта у јавности и за промоцију олимпијског духа.
Пројекат је освојио неколико архитектонских награда, укључујући одличну награду коју је издало архитектонско друштво Кине 2007. године.

## Галерија
- Пекиншка стрељана (фотографија снимљена у марту 2022.)
- Пекиншка стрељана